# Frédéric Chichin
Frédéric Chichin, conocido como Fred Chichin, nacido el 1 de mayo de 1954 en Clichy y fallecido el 27 de noviembre de 2007 en Villejuif, fue un multiinstrumentista y cantautor de rock componente del duo Les Rita Mitsouko.

## Familia y juventud
Frédéric Chichin nació en Clichy el 29 de abril de 1954 pero es inscrito el 1 de mayo. En esta ciudad, sus abuelos maternos, Marie-Louise, italiana, y Alphonse, de la Auvernia, dirigen el café Au bon coin, en la rue Klock. Su padre, Jean-Louis Pays por su seudónimo, es un pintor francés de origen sueco y activista comunista, que en 1962 creó la revista Miroir du cinéma. Su madre es Madeleine Chichin, nacida Brugerolle por su apellido de soltera, en 1927.
A los 14 años decidió dedicarse a la música, inspirado en particular por Jimi Hendrix, y abandona el colegio dos años después. Dejó Aubervilliers para viajar y vagabundear por Ámsterdam, Londres, Marruecos, etc.
Apasionado del cine, la música, el teatro, después de haber estado cerca de la música electroacústica de Nicolas Frise, participó en varios grupos de rock underground o punk de finales de los 70 y principios de los 80, como Fassbinder (con Jean Néplin), Jean Néplin & Individual State (en 1981 con Jean Néplin y Catherine Ringer), Taxi Girl (con Daniel Darc) y Gazoline (con Alain Kan).
Un asunto de drogas le llevó a pasar un año en la prisión de Fresnes.

## Les Rita Mitsouko (1979-2007)
En mayo de 1979 conoció a Catherine Ringer, entonces cantante del musical Flashes Rouges de Marc'O y Geneviève Hervé . Comprometido en este programa como músico, propuso a Catherine, después de una semana de ensayos, crear una banda de rock. Primero formaron los Sprats, compusieron y tocaron, entre otras cosas en el escenario, la música de Aux Limits de la Mer de Armando Llamas, dirigida por Catherine Dasté con Marcia Moretto (1980) y la música de Pôle to Pole, coreografiada por Marie -Christine Gheorghiu y Alain Buffard (1982).
Después de algunos intentos para formar un grupo, deciden finalmente ser un dúo compuesto por el mismo Fred y Catherine. La pareja trabaja desde casa y es en su cocina donde nacen sus primeros títulos. De concierto en concierto, en bares o clubs de rock, ganaron cierta notoriedad en París. Fue en Gibus, en noviembre de 1980, que el dúo se presentó bajo el nombre de Rita Mitsouko (más tarde rebautizado como Les Rita Mitsouko para evitar confusiones entre el nombre del grupo y el de su cantante). En 1984, el sencillo Marcia Baïla los reveló al público en general.
Su carrera durará casi treinta años (1979-2007), con siete álbumes originales: Rita Mitsouko, The No Comprendo, Marc et Robert, Système D, Cool Frénésie, La Femme trombone, Variéty), un álbum de remixes (RE), y dos discos en directo (Acoustiques,  Les Rita Mitsouko en concert avec l’orchestre Lamoureux).
A lo largo de estos años, Les Rita Mitsouko colaboran con numerosos artistas internacionales como los Sparks, Iggy Pop, Richard Galliano, Jean Néplin, multiplican las giras en Francia y Europa, y destacan por sus clips (vídeos), producidos, entre otros, por Philippe Gaultier o Jean-Baptiste Mondino. Varias de sus canciones se convirtieron en éxitos (Andy, C'est comme ça, Les Histoires d'A., Le Petit Train, Y a d'la haine, etc.) y Les Rita Mitsouko se consolidaron como artistas imprescindibles en el panorama del rock y la canción francesa.

## Final

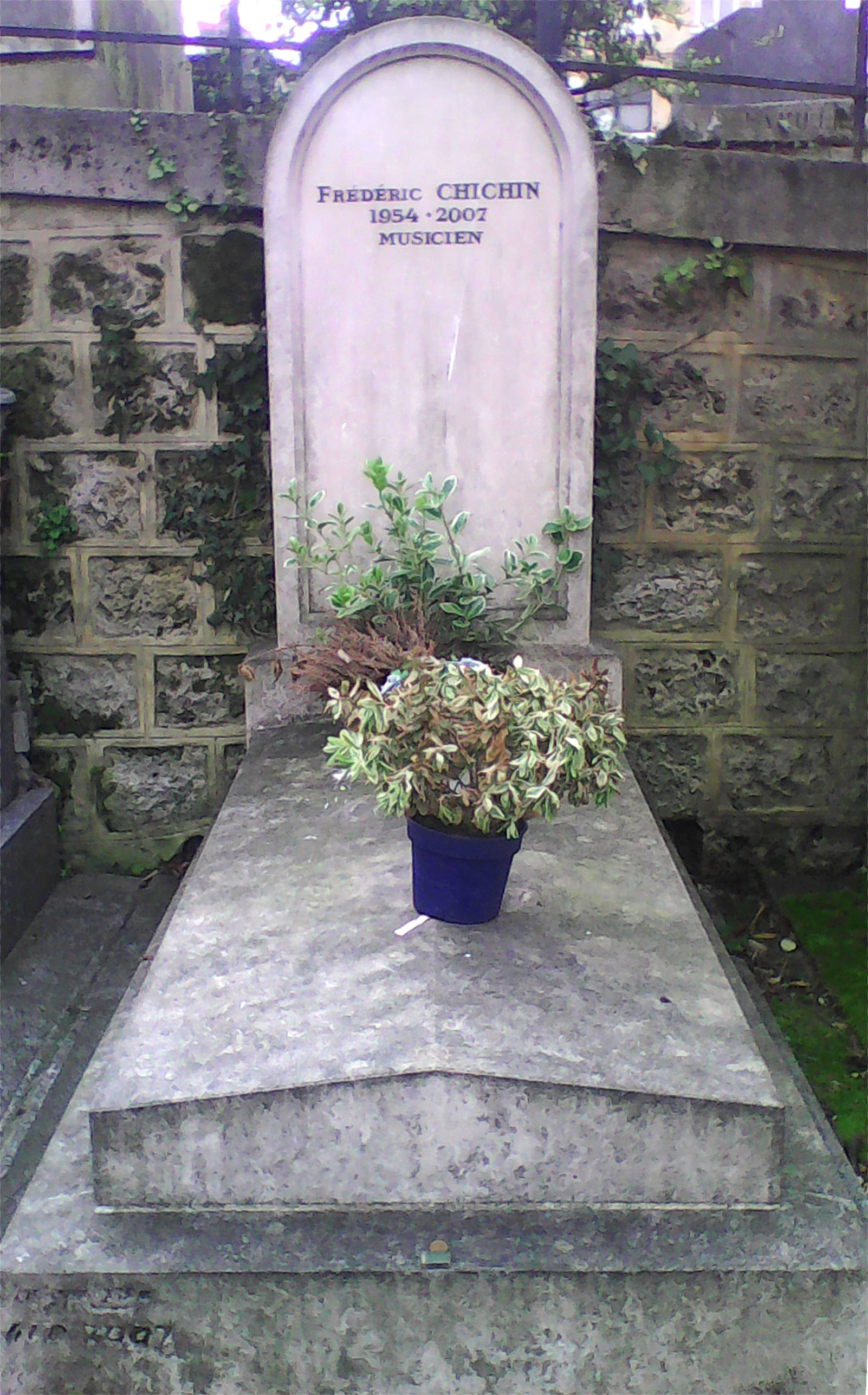
Tumba de Chinchin en el cementerio de Montmartre

Fred, que contrajo hepatitis C a finales de la década de 1970 (ni él supo cómo, si por donar sangre en España o por chutarse droga), quedó gravemente debilitado por esta enfermedad en 2002. En septiembre de 2007, cuando se pensaba que había superado la enfermedad, ésta reaparece y evoluciona hacia cáncer de hígado fulminante. En noviembre de 2007, la banda Les Rita Mitsouko se ve obligada a cancelar parte de su gira debido al estado de salud de Fred. El cantante fallece en Villejuif el 27 de noviembre de 2007. Está inhumado en el cementerio de Montmartre, en París.
En noviembre de 2007, pocos días antes de su muerte, el cantante declaró al semanario Télérama, que le preguntó por su colaboración con el rapero Doc Gynéco: 

"Conozco bien a estos muchachos, he trabajado con ellos. Pasé dos meses con unos cuarenta raperos. Es edificante en términos de nivel y mentalidad... El rap ha hecho mucho daño a la escena musical francesa. Es un verdadero desastre, un abismo cultural. La pobreza de la ideología que transmite: violencia, racismo anti-blanco, anti-occidental, anti-mujeres... Es horrible.

Fred Chichin y Catherine Ringer tuvieron tres hijos: Ginger Romàn, que es actriz; Simone Ringer, diseñadora gráfica y cantante del grupo Minuit; y Raoul Chichin, guitarrista del mismo grupo y acompañante de su madre en el escenario.